# Воля-Балуцька
Воля-Балуцька (пол. Wola Bałucka) — село в Польщі, у гміні Ласьк Ласького повіту Лодзинського воєводства.
Населення — 180 осіб (2011).
У 1975-1998 роках село належало до Серадзького воєводства.

## Демографія
Демографічна структура станом на 31 березня 2011 року:
|          | Загалом | Допрацездатний вік | Працездатний вік | Постпрацездатний вік |
| -------- | ------- | ------------------ | ---------------- | -------------------- |
| Чоловіки | 87      | 20                 | 59               | 8                    |
| Жінки    | 93      | 16                 | 54               | 23                   |
| Разом    | 180     | 36                 | 113              | 31                   |